# Клауд-рэп
Клауд-рэп (англ. Cloud rap, с англ. — «Облачный рэп», также известен как триллвейв) — микрожанр хип-хоп-музыки. Обычно характеризуется «туманным» и lo-fi звучанием.

## История
Новатором жанра является продюсер Clams Casino, который создал первые треки в данном направлении в 2010 году. Звучание клауд-рэп можно охарактеризовать «туманным», треки зачастую содержат «эфирные» (тонкие и лёгкие) вокальные семплы, эстетику бедрум-продюсеров (англ. bedroom — спальня). В статье 2010 года Уокер Шамблисс предположил, что этот термин был изобретён музыкальным журналистом Noz во время интервью с рэппером Lil B, но данное интервью фактически не включало эту фразу. Было отмечено, что клауд-рэп исполнители используют «вокальные семплы» для создания «сюрреалистического» и «мистического» звука. По словам Нико Амарки из Highsnobiety, жанр первоначально определялся с помощью «бессмысленных броских фраз из Twitter» как пародия и одновременно восхваление интернет-культуры, из которой произошёл жанр. Амарка также считал, что Yung Lean изменил клауд-рэп своим «меланхоличным и мечтательным рэпом», дав направление для дальнейшего развития жанра. Согласно журналу FACT, жанр включает в себя «практически любой lo-fi, „туманный рэп“, стремящийся быть замеченным в сети». Жанр перешёл в мейнстрим вместе с дебютом A$AP Rocky в 2011 году. Клауд-рэп стал популярным в «блогосфере», но общий интерес к нему ослаб.
Значимыми релизами в жанре являются микстейп Live. Love. ASAP и дебютный альбом Long. Live. ASAP американского рэпера A$AP Rocky, снискавшие популярность у критиков и аудитории. Уокер Шамблисс, также известный как Walkmasterflex, выпустил 3 Years Ahead: The Cloud Rap Tape, который FACT описал как определяющий для всего жанра.